# Quneitra
Quneitra (de asemenea, Al Qunaytirah, Qunaitira, sau Kuneitra; arabă القنيطرة - al-Qunayṭrah) este capitala majoritară distrusă și abandonată a Guvernoratului Quneitra din sud-vestul Siriei. Este situat într-o vale înaltă, în Înălțimile Golanului, la o altitudine de 1.010 de metri deasupra nivelului mării. Numele său este arab pentru "podul mic".
Quneitra a fost fondată în Imperiul Otoman ca stație de cale ferată pe ruta caravanului spre Damasc și ulterior a devenit un oraș de garnizoane de aproximativ 20.000 de persoane. În 1946, ea a devenit parte a Republicii Siriene independente din cadrul Guvernoratului Riff Dimashq și în 1964 a devenit capitala Guvernoratului Quneitra. Quneitra a intrat sub controlul Israelian. A fost recucerită pe scurt de către Siria în timpul războiului din Yom Kippur din 1973, dar Israelul și-a redobândit controlul în contra-ofensiva sa ulterioară. Orașul a fost aproape complet distrus înainte de retragerea israeliană în iunie 1974. Siria a refuzat să reconstruiască orașul și a descurajat în mod activ reinstalarea în zonă. Israelul a fost puternic criticat de către Națiunile Unite pentru distrugerea orașului, în timp ce Israelul a criticat și Siria pentru că nu a reconstruit Quneitra.
Pe 6 iunie 2013, punctul de trecere a frontierei din apropiere, Quneitra, a fost atacat de forțele rebele și ocupat temporar, înainte de a fi reocupat de armata ba'atistă siriană. În iulie 2013, forțele de opoziție au atacat un punct de control militar în Quneitra, iar în ziua următoare, acestea atacau mai multe poziții ale armatei ba'atiste siriene în Quneitra.
În august 2014, forțele rebele au capturat punctul de trecere. Un membru filipinez al Forței Națiunilor Unite de Menținere a Păcii (UNDOF) a fost rănit în timpul luptelor. Drept urmare, guvernul austriac a anunțat retragerea trupelor sale din misiunea ONU.
Pe 26 iulie 2018, armata baasistă siriană a reocupat orașul Quneitra.
În decembrie 2024, orașul a intrat sub control israelian.